# Wachtberg
Wachtberg er en by i Tyskland i delstaten Nordrhein-Westfalen med cirka 20.000 indbyggere. Den ligger i kreisen Rhein-Sieg-Kreis, cirka 15 km syd for Bonn.